# Segling vid olympiska sommarspelen 2000
Tävlingarna i segling vid de olympiska sommarspelen 2000 i Sydney avgjordes vid Rushcutters Bay i Sydneys hamn.

## Medaljfördelning
| Pl.    | Nation         | Guld | Silver | Brons | Totalt |
| ------ | -------------- | ---- | ------ | ----- | ------ |
| 1      | Storbritannien | 3    | 2      | 0     | 5      |
| 2      | Australien     | 2    | 1      | 1     | 4      |
| 3      | Österrike      | 2    | 0      | 0     | 2      |
| 4      | USA            | 1    | 2      | 1     | 4      |
| 5      | Italien        | 1    | 1      | 0     | 2      |
| 6      | Danmark        | 1    | 0      | 0     | 1      |
| 6      | Finland        | 1    | 0      | 0     | 1      |
| 8      | Tyskland       | 0    | 2      | 1     | 3      |
| 9      | Argentina      | 0    | 1      | 2     | 3      |
| 10     | Brasilien      | 0    | 1      | 1     | 2      |
| 11     | Nederländerna  | 0    | 1      | 0     | 1      |
| 12     | Nya Zeeland    | 0    | 0      | 2     | 2      |
| 13     | Norge          | 0    | 0      | 1     | 1      |
| 13     | Sverige        | 0    | 0      | 1     | 1      |
| 13     | Ukraina        | 0    | 0      | 1     | 1      |
| Totalt | Totalt         | 11   | 11     | 11    | 33     |

## Olympiska segelbåtsklasser
Seglbåtsklassen 49er var med för första gången på det olympiska programmet. I övrigt var det samma segelbåtsklasser som vid de olympiska spelen 1996 i Atlanta.

Europajolle - Mistral - Laser - Finnjolle - 470 - 49er - Starbåt - Soling - Tornado

## Medaljörer

### Damer
| Event                   | Guld                                      | Silver                             | Brons                                    |
| Mistral Detaljer...     | Alessandra Sensini (ITA)                  | Amelie Lux (GER)                   | Barbara Kendall (NZL)                    |
| Europajolle Detaljer... | Shirley Robertson (GBR)                   | Margriet Matthijsse (NED)          | Serena Amato (ARG)                       |
| 470 Detaljer...         | Jenny Armstrong och Belinda Stowell (AUS) | J. J. Isler och Sarah Glaser (USA) | Ruslana Taran och Olena Pacholtjik (UKR) |

### Herrar
| Event                 | Guld                             | Silver                                 | Brons                                    |
| Mistral Detaljer...   | Christoph Sieber (AUT)           | Carlos Espinola (ARG)                  | Aaron McIntosh (NZL)                     |
| Finnjolle Detaljer... | Iain Percy (GBR)                 | Luca Devoti (ITA)                      | Fredrik Lööf (SWE)                       |
| 470 Detaljer...       | Tom King och Mark Turnbull (AUS) | Paul Foerster och Robert Merrick (USA) | Javier Conte och Juan de la Fuente (ARG) |

### Öppen
| Event               | Guld                                               | Silver                                           | Brons                                                     |
| Laser Detaljer...   | Ben Ainslie (GBR)                                  | Robert Scheidt (BRA)                             | Michael Blackburn (AUS)                                   |
| 49er Detaljer...    | Thomas Johanson och Jyrki Järvi (FIN)              | Ian Barker och Simon Hiscocks (GBR)              | Jonathan McKee och Charlie McKee (USA)                    |
| Tornado Detaljer... | Roman Hagara och Hans-Peter Steinacher (AUT)       | Darren Bundock och John Forbes (AUS)             | Roland Gäbler och René Schwall (GER)                      |
| Starbåt Detaljer... | Mark Reynolds och Magnus Liljedahl (USA)           | Ian Walker och Mark Covell (GBR)                 | Torben Grael och Marcelo Ferreira (BRA)                   |
| Soling Detaljer...  | Jesper Bank Henrik Blakskjær Thomas Jacobsen (DEN) | Jochen Schümann Gunnar Bahr Ingo Borkowski (GER) | Herman Horn Johannessen Paul Davis Espen Stokkeland (NOR) |